# Automat

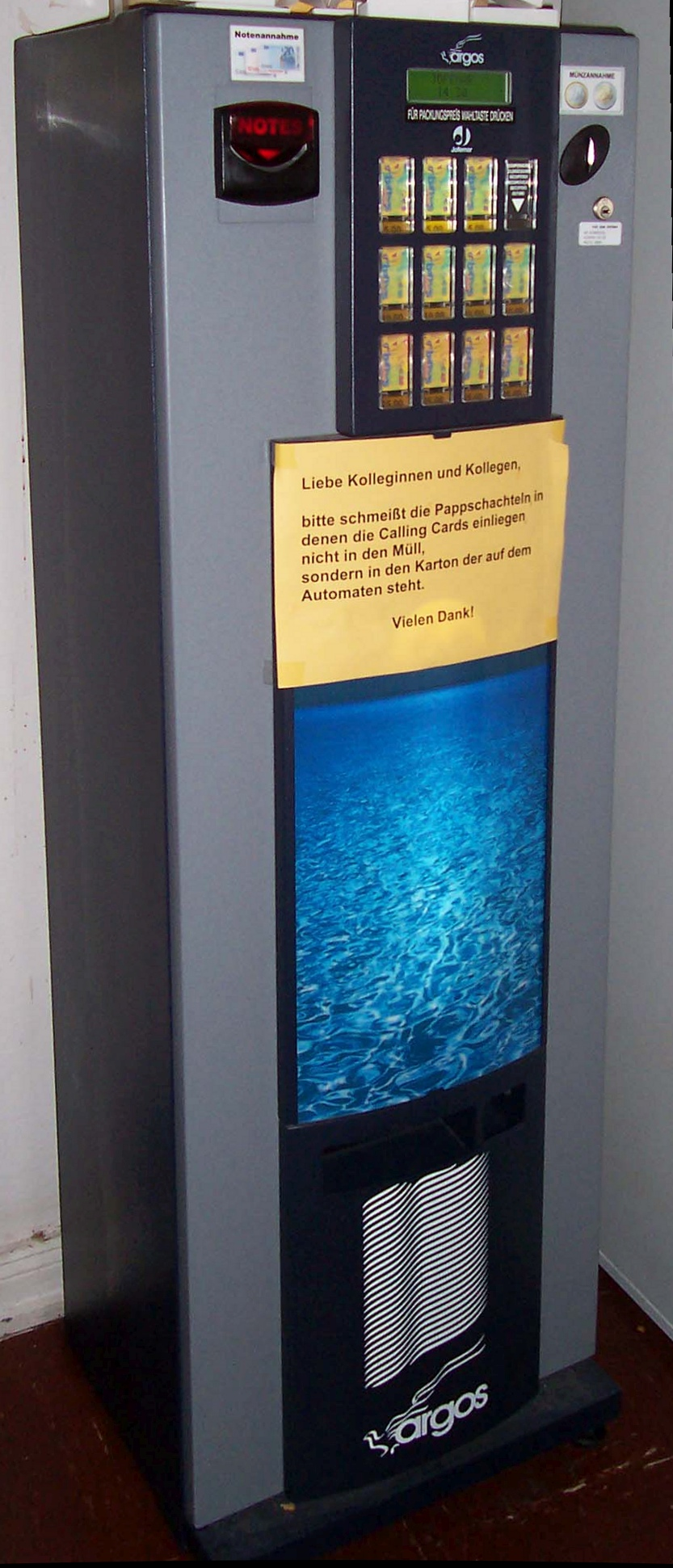
Calling-Card-Automat (Verkaufsautomat, 2005)

Ein Automat ist ein Gerät, dessen mechanische oder elektronische Steuerung bewirkt, dass die von ihm selbsttätig vorgenommenen Arbeitsabläufe zu einer abrufbaren Leistung führen, die von einer vorherigen Arbeitsaufgabe abhängt.

## Etymologie
Das Lehnwort Automat bezeichnet einen selbsttätigen Apparat, dessen Wortherkunft aus „sich selbst bewegend, von selbst geschehend“ (altgriechisch αὐτόματος automatos) stammt. Es setzt sich aus der Wurzel altgriechisch αὐτος autos („selbst“) und altgriechisch μεν men- („denken, wollen“) zusammen. Der Automat ist eine „Vorrichtung, die … vorbestimmte Handlungen nach einem Auslöseimpuls selbständig und zwangsläufig, unter Umständen auch überwacht und geregelt, auf mechanischem, elektrischem, hydraulischem oder pneumatischem Wege ablaufen lässt“.
Viele Wortverbindungen und Ableitungen sind aus „Automat“ gebildet. Automatisierung ist der „selbsttätige(r) Ablauf technischer Vorgänge nach einem festgelegten Plan oder in Bezug auf festgelegte Zustände“, Automatisierungsgrad entsprechend das Maß der Automatisierung.

## Heutige Verwendung
In der Alltagssprache werden meist solche Maschinen als Automat bezeichnet, die auf Anforderung eine Ware ausgeben oder einfache Dienstleistungen erbringen wie Spiel-, Foto-, Geld-, Geldwechsel- und Verkaufsautomaten. Ein persönlicher Ansprechpartner (Verkäufer) ist nicht vorhanden. Abhängig vom Kontext bezeichnet Automatik bzw. Automat meist:
- in Fachsprachen eine bestimmte Ausführung eines Gerätes bzw. Aggregates, durch Weglassen des Bezugswortes zur eigenständigen Bezeichnung wird. Beispiele:
  - das Automatikgetriebe eines Fahrzeugs,
  - eine Automatikuhr,
  - automatische Schusswaffen,
  - einen Sicherungsautomaten, siehe Leitungsschutzschalter,
  - einen Atemregler beim Tauchen;
- die festgelegte Reaktion einer Maschine auf eine Eingabe (beispielsweise Einschaltautomatik): hier handelt es sich auch um den Vorgang, der etwa bei einem Fahrschein- oder Münzautomaten auf den Einwurf der Münze folgt. Hier – oder bei ähnlichen einfachen Dienstleistungen – endet die „Automatik“ jedoch, wenn vom Benutzer des Automaten eine Entscheidung verlangt wird (Verkehrsverbund, Geldautomat oder Ähnliches.).
- die zwangsläufige Reaktion auf den Wechsel einer Situation,
- einen Automaten in der Informatik.

In der Kybernetik handelt es sich bei Automaten um Einrichtungen, die einen Prozess ausführen ohne unmittelbare Beteiligung des Menschen. Die Brockhaus Enzyklopädie versteht darunter Maschinen, Geräte, Vorrichtungen u. Ä., bei denen nach einer Schaltbetätigung ein programmierter Prozess mehr oder weniger selbsttätig abläuft.

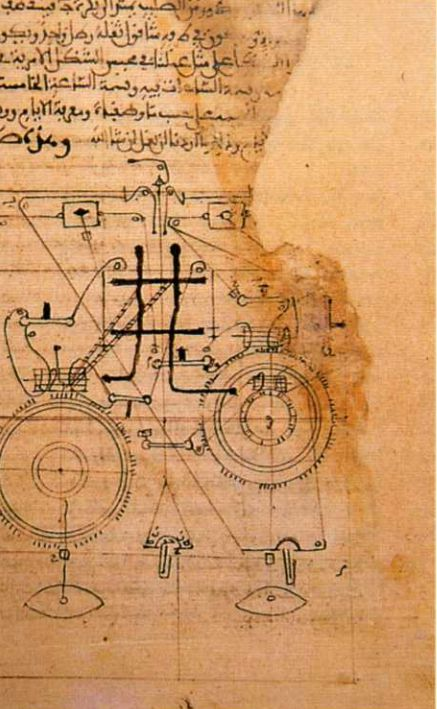
Textseite aus dem Kitab al-asrar fi nata'ij al-afkar (Buch der Geheimnisse) des andalusischen Mathematikers Ali Ibn Khalaf al-Muradi, 11. Jahrhundert, mit dem Modell einer hölzernen Automatikuhr, die mit Quecksilber betrieben wird

Die Bandbreite an automatisierten Abläufen und damit auch der Automaten ist im Prinzip so groß wie die Bandbreite technischer Anwendungen an sich. Beispiel für einen solchen automatisierten Vorgang sind auch das Automatikgetriebe („Automatik“), das die für die jeweilige Fahrgeschwindigkeit und Belastung vorgesehene Übersetzung selbsttätig wählt und einstellt oder die Belichtungs- bzw. Blendenautomatik einer Kamera. Entsprechend wird von Vollautomatik gesprochen, wenn ein menschliches Eingreifen nicht erforderlich ist (Kaffeevollautomat), bei Halbautomatik jedoch sehr wohl.

### Handel

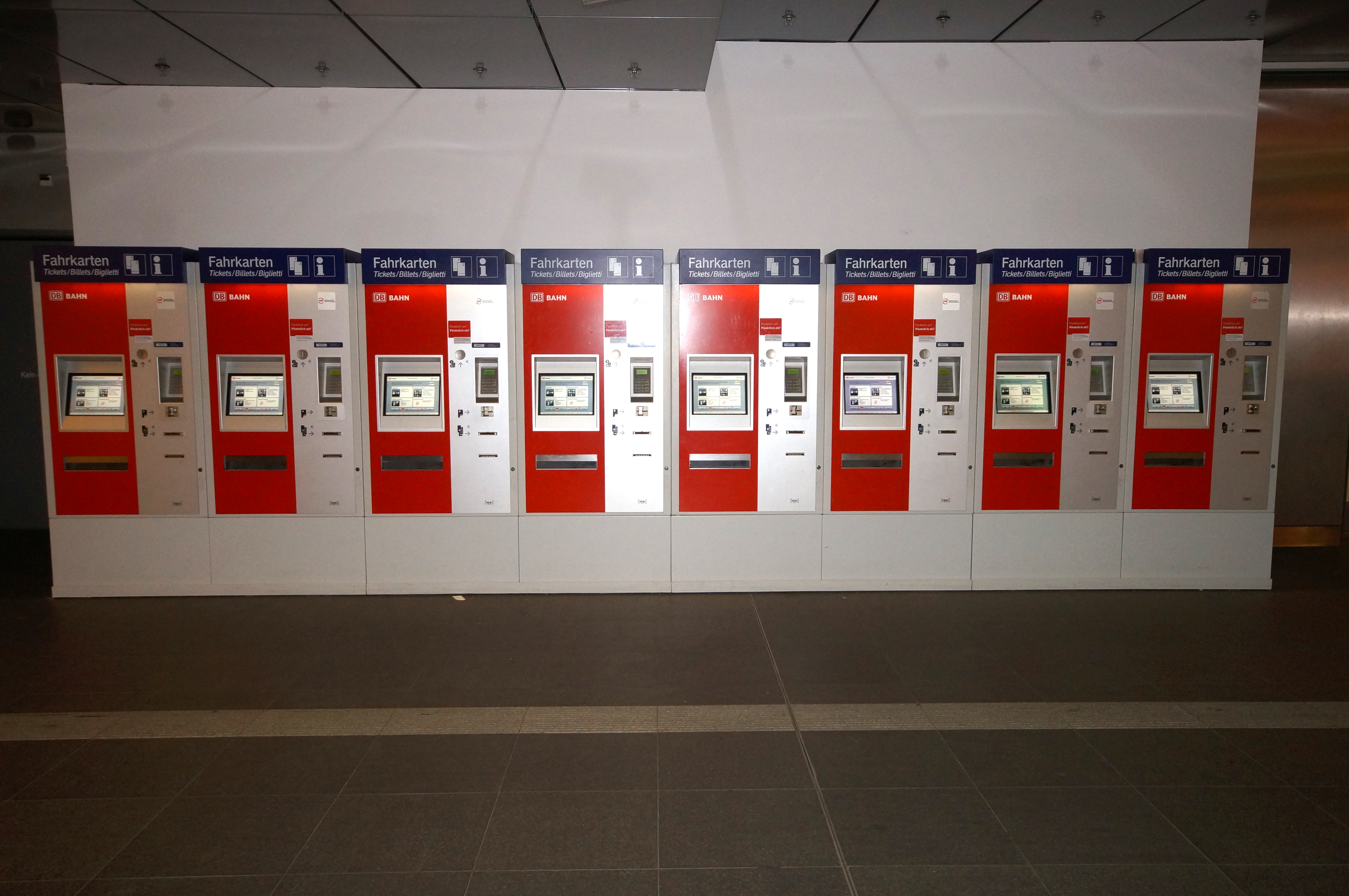
Fahrkartenautomaten im Berliner Hauptbahnhof

Im Handel und in der Wirtschaft sind Automaten Maschinen, die ihre Leistung von der vorherigen Entrichtung eines Entgelts in Form von Bargeld oder Kartenzahlung abhängig machen. Unterschieden wird zwischen Warenautomaten und Leistungsautomaten:
- Warenautomaten sind Geräte, die Eintrittskarten, Fahrkarten (Fahrkartenautomaten), Geld (Geldautomaten)[7], Geld wechseln (Geldwechselautomaten)[8], Getränke (Getränkeautomaten), Kaugummi (Kaugummiautomaten), Parkscheine (Parkscheinautomaten), Spiele ermöglichen (Geldspielautomaten)[9], Waren (Warenautomaten), Wertzeichen[10] oder Zigaretten (Zigarettenautomaten) ausgeben.
- Zu den Leistungsautomaten gehören insbesondere Briefmarkenautomaten[11], Musikboxen, Münzfernsprecher, Personenwaagen, Spielautomaten, Stromzähler oder Waschautomaten.

Der Unterschied zwischen beiden liegt darin, dass von Leistungsautomaten Dienstleistungen erbracht werden, bei Warenautomaten werden Waren oder Geld ausgegeben. Die Barauszahlung hängt beim Geldautomaten nicht von der Zahlung des Entgelts ab, sondern wird durch die Eingabe der echten Zahlungskarte und des dazugehörigen PIN-Codes ausgelöst. Keine Leistung wird von der Parkuhr gewährt, sie hebt nur temporär ein Parkverbot auf.

### Technik

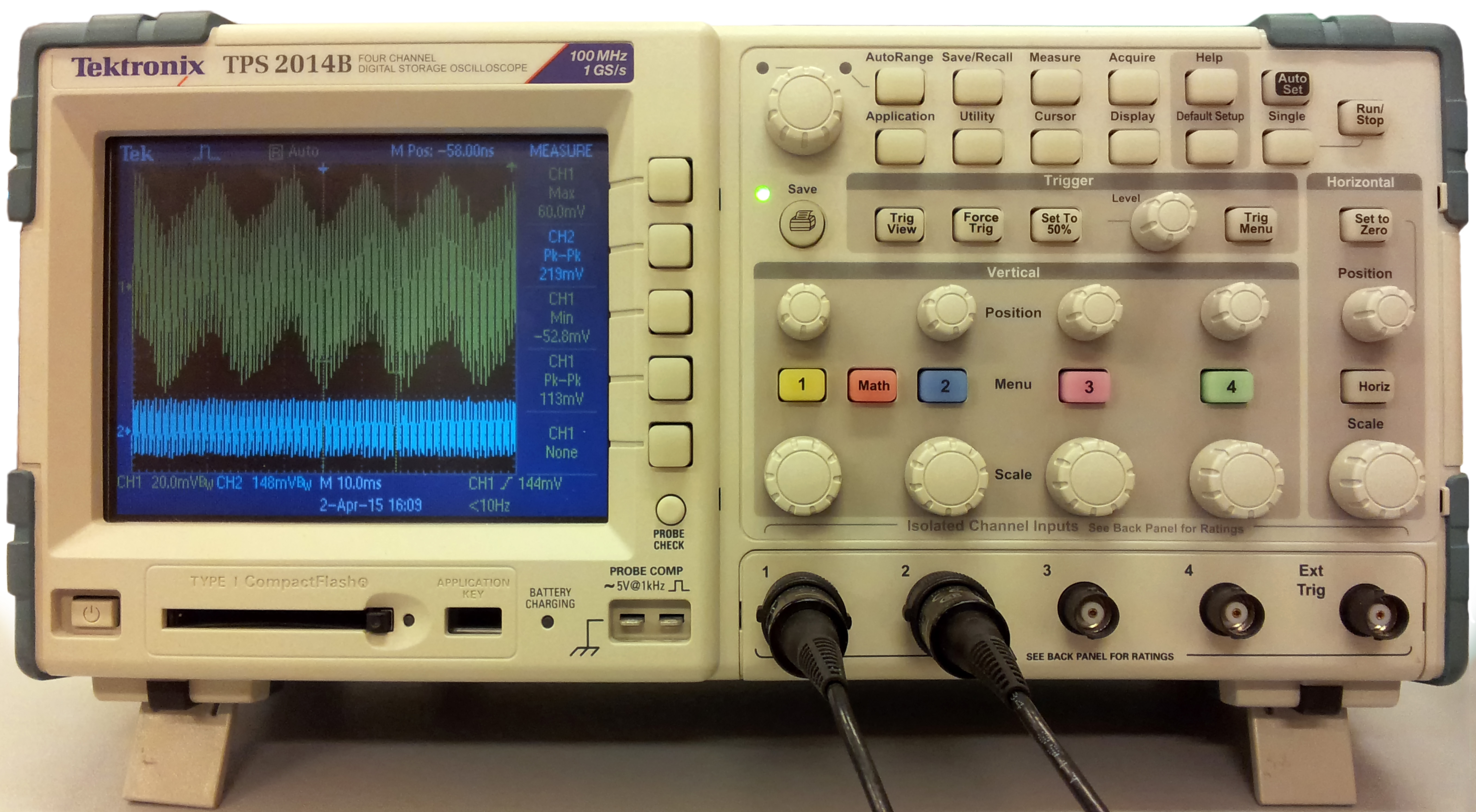
Digital-Oszilloskope zur Messung und Darstellung elektrischer Spannungen weisen eine automatische Einstellung von Empfindlichkeit und Frequenzbereich auf, die nach Anschluss einer Signalquelle aktiv wird.

Eine Automatik im Bereich der Technik wird demgegenüber als Prozess der Kybernetik verstanden. In technischen Disziplinen wie Maschinenbau, teilweise Physik, Elektrotechnik, Geodäsie usw. entwickelt man automatisch ablaufende Vorgänge, um Verfahren oder Geräte
- mit möglichst geringen Personalkosten (= Rationalisierung) ausführen oder herstellen zu können,
- sicherer zu machen (frei von menschlichen Fehlern), beispielsweise bei Daten in der industriellen Produktion,
- rascher ablaufen zu lassen (beispielsweise in der Rechentechnik und EDV),
- höhere Präzision zu erzielen (beispielsweise Werkzeugmaschinen, Roboter in der Autoproduktion),
- weitgehend „objektiviert“ (möglichst frei von Voreingenommenheit) zu betreiben bzw. zu kontrollieren,
- Menschen vor Schaden zu schützen (beispielsweise bei Kontrollen, im Umweltschutz, bei Elektrizitätswerken usw.),
- oder sonstige Vorteile zu erzielen.

Im engeren Sinn bedeutet dann Automatik jene Bauteile, Module, Schrittfolgen oder Programme, welche die obigen Vorgänge ermöglichen. Alle technischen Regler sind in diesem Sinne Automaten. Als einfache Automaten gelten durch Nockenwalzen oder Nockenwellen gesteuerte Spielfiguren und Musikdosen.
Mit der Entwicklung von Automaten befasst sich die Automatisierungstechnik.

## Rechtsfragen
Beim Erschleichen von Leistungen des § 265a StGB werden Warenautomaten ausgeschlossen, da hierfür die §§ 242 StGB oder § 246 StGB (Diebstahl bzw. Unterschlagung) gelten.

## Abgrenzung
Die Abgrenzung zum Roboter ist nicht eindeutig, da von Land zu Land unterschiedliche Definitionen existieren. Roboter sind jedenfalls dann Automaten, wenn Prozesse durch ein Computerprogramm vorbestimmt ablaufen.